# 帕拉达突袭湾
帕拉达突袭湾（俄语：Бухта Рейд Паллада）是波西耶特湾内的海湾，属滨海边疆区哈桑区，面积68.7平方公里，均深23米，岸长38公里。在海湾北边，坐落着波西耶特。它以叶夫菲米·普提雅廷率领的帕拉达号护卫舰命名。